# Phelotrupes imurai
Phelotrupes imurai là một loài bọ cánh cứng trong họ Geotrupidae. Loài này được Masumoto miêu tả khoa học năm 1995.